# Penaphebia
Penaphebia is een geslacht van haften (Ephemeroptera) uit de familie Leptophlebiidae.

## Soorten
Het geslacht Penaphebia omvat de volgende soorten:
- Penaphebia barriai
- Penaphebia chilensis
- Penaphebia exigua
- Penaphebia flavidula
- Penaphebia fulvipes
- Penaphebia vinosa